# Ultratwister
Ultratwister (jap. ウルトラツイスター) ist die Bezeichnung eines Stahlachterbahnmodells des Herstellers Togo, welche erstmals 1984 ausgeliefert wurde. Sie zählt zur Kategorie der Pipeline-Achterbahnen. Zurzeit sind noch drei Auslieferungen in Betrieb.
Die einzelnen Wagen, in denen sechs Personen (3 Reihen à 2 Personen) Platz nehmen können, befinden sich in der Mitte der Achterbahnschiene. Über die Fahrstrecke verhalten sich die Wagen so, als wären sie eine Flasche in einer Pipeline.

## Fahrtablauf
Die Wagen werden zunächst rückwärts aus der Station geschoben. Unterhalb des Lifthills angekommen, werden die Wagen um 90° nach oben geklappt, sodass die Fahrgäste nach oben schauen. Die Wagen werden dann vorwärts diesen Lifthill in die Höhe gezogen und überfahren den folgenden Streckenabschnitt zunächst vorwärts. Nach der ersten, 85° steilen Abfahrt überfahren die Wagen einen Airtime-Hügel und die erste Heartline-Roll, bevor sie auf einer Bremse zum Stillstand gebremst werden. Diese Bremse klappt dann etwas nach unten, sodass das eine Ende der Schiene nun mit einer anderen Strecke verbunden ist. Die Wagen werden aus der Bremse gelöst und rollen nun rückwärts die Bremse hinab in die zwei weiteren Heartline-Rollen, bevor sie in der Schlussbremse abgebremst werden.

## Standorte
| Achterbahn                  | Betreiber                                      | Land               | Eröffnung             | Schließung            |
| --------------------------- | ---------------------------------------------- | ------------------ | --------------------- | --------------------- |
| Ultra Coaster Ultra Twister | Marah Land Sabahiya Ikoma Skyland              | Kuwait Japan       | 2008 2004 oder früher | 2012 2006             |
| Ultra Twister               | Brazilian Park Washuzan Highland               | Japan              | 19. Juli 1991         |                       |
| Ultra Twister               | Nagashima Spa Land                             | Japan              | 1989                  |                       |
| Ultra Twister               | Rusutsu Resort World Food Festival             | Japan              | 1989 1988             | 1988                  |
| Ultra Twister               | Six Flags AstroWorld Six Flags Great Adventure | Vereinigte Staaten | 1990 1986             | 30. Oktober 2005 1988 |
| Ultra Twister               | Tokyo Dome City                                | Japan              | 1985                  | 1997                  |
| Ultra Twister Megaton       | Greenland                                      | Japan              | 19. März 1994         |                       |